# 대한민국 형사소송법 제247조
대한민국 형사소송법 제259조는 기소편의주의에 대한 형사소송법의 조문이다.

## 조문
제247조(기소편의주의)검사는 「형법」 제51조의 사항을 참작하여 공소를 제기하지 아니할 수 있다.[전문개정 2007.6.1.]

## 참조조문
형법 제51조(양형의 조건) 형을 정함에 있어서는 다음 사항을 참작하여야 한다.
1. 범인의 연령, 성행, 지능과 환경
2. 피해자에 대한 관계
3. 범행의 동기, 수단과 결과
4. 범행 후의 정황

## 참고 문헌
- 손동권 신이철, 새로운 형사소송법(초판, 2013), 세창, 2013. ISBN 9788984114081

## 같이 보기
- 기소편의주의
- 대한민국 형법 제51조 양형의 조건